# Hakkı Yıldız
Hakkı Yıldız (* 12. Dezember 1995 in Nördlingen) ist ein türkisch-deutscher Fußballspieler, der vorwiegend im Sturm eingesetzt wird. Derzeit spielt er beim SV Neresheim in der Landesliga Württemberg.

## Vereinskarriere

### Vereine in der Jugend
Yıldız spielte in der Jugend für den SV Eintracht Kirchheim, den TSV 1861 Nördlingen, den VfR Aalen, den Chemnitzer FC und den FC Augsburg, bevor er 2013 zum FC Erzgebirge Aue wechselte. Dort spielte er eine Saison in der A-Jugend des Vereins.

### FC Erzgebirge Aue
Nach dieser Saison stieg Yıldız in die zweite Mannschaft vom FC Erzgebirge Aue und gab am 3. August 2014 beim 0:0-Unentschieden gegen die zweite Mannschaft von FC Carl Zeiss Jena sein Debüt. Sein Tordebüt konnte er am 8. August 2014 beim 1:1-Unentschieden gegen Askania Bernburg bejubeln, als er seine Mannschaft in der 60. Minute mit 1:0 in Führung brachte.
Nach der Saison in der zweiten Mannschaft stieg er in die von Pavel Dotchev trainierte erste Mannschaft auf. Sein Debüt durfte er am 8. August 2015 beim 1:0-Sieg in der ersten Runde des DFB-Pokals gegen die SpVgg Greuther Fürth feiern. In der 3. Liga debütierte er am 29. August 2015 bei der 0:1-Niederlage gegen die Würzburger Kickers. Beim 8:0-Sieg im Sachsenpokal-Viertelfinale gegen die SG Taucha 99 am 15. November 2015 konnte er sein erstes Tor für die Veilchen bejubeln, als er in der 85. Minute das 7:0 erzielte. Mit der Vorlage zum 8:0 durch Mario Kvesić bereitete er zudem sein erstes Tor vor.

### SpVgg Greuther Fürth
Zur Saison 2016/17 wechselte Yıldız zur zweiten Mannschaft der SpVgg Greuther Fürth.

### Vereine in der Türkei
Im Sommer 2017 wechselte er zu Menemenspor in die 3. türkische Liga. Bereits im Winter 2018 wurde er für den Rest der Saison an den Viertligisten Darıca Gençlerbirliği verliehen. Nach der Rückkehr wechselte er im Sommer 2018 ligaintern zu Keçiörengücü. Auch hier erfolgte im Winter 2019 ein leihweiser Wechsel in die darunterliegende Liga bis Saisonende an Hekimoğlu Trabzon. Im Sommer 2019 wechselte er nach seiner Rückkehr innerhalb der Liga zu Niğde Anadolu FK. Ein Jahr später wechselte er zu Payasspor, blieb dort aber nur bis Februar 2021.

### Rückkehr nach Deutschland
Nach mehreren Monaten ohne Verein kehrte er schließlich im Sommer 2021 nach Deutschland zurück und schloss sich dem VfB Eichstätt in der Fußball-Regionalliga Bayern an. Bereits in der Winterpause verließ er den Verein allerdings wieder aufgrund einer beruflichen Neuorientierung und schloss sich dem SV Neresheim in der Landesliga Württemberg an.

## Nationalmannschaft
Yıldız durfte er bisher ein Spiel für eine Juniorennationalmannschaft der Türkei bestreiten. Für die U-18-Nationalmannschaft der Türkei lief er einmal auf und konnte in diesem Spiel einen Treffer besteuern.

## Erfolge
- Aufstieg in die 2. Bundesliga 2016 mit Erzgebirge Aue